# Cayo Terentilio Arsa
Cayo Terentilio Arsa (Gaius Terentilius Harsa) fue un tribuno de la plebe de la República romana en 462 a. C.
Terentilio propuso un código de leyes que regulara el poder de los cónsules, aprovechando que éstos estaban en campaña contra los volscos y los ecuos, para presionar al Senado controlado por los patricios.

## Biografía
Mientras los cónsules Lucio Lucrecio Tricipitino y Tito Veturio Gémino Cicurino estaban dirigiendo al ejército en campaña, Arsa aprovechó para denunciar la arbitrariedad del poder consular, que según él era similar al de la antigua Monarquía romana. Apoyado por sus colegas,, presenta un proyecto de ley, la Propuesta Terentilia, para crear una comisión de cinco miembros, con la misión de definir los límites del poder consular, poniendo por escrito los derechos del cónsul, y ofreciendo así la oportunidad a los plebeyos de protegerse de los abusos de poder. Para Tito Livio, la empresa tenía un objetivo político, pero para Dionisio de Halicarnaso, Harsa buscaba imponer una igualdad ante la ley, o sea, que los patricios y los plebeyos estuvieran sometidos a la misma legislación.
Estando ausentes de Roma los cónsules, es el Prefecto romano, Quinto Fabio Vibulano, el que interviene para impedir que se adopte la Ley Terentilia. Reúne al Senado y denuncia los actos del tribuno de la plebe, consiguiendo convencer a los otros tribunos de diferir la votación de esta ley hasta la vuelta de los cónsules. A la vuelta de éstos, Harsa relanza su proyecto de ley, cuya votación es de nuevo diferida por los patricios, para permitir a uno de los cónsules victoriosos entrar en Roma en triunfo, y al otro en ovación.

## Consecuencias de la Propuesta Terentilia
A pesar de la oposición de los patricios, la proposición de Harsa no es rechazada, sino pospuesta. El nombre de Cayo Terentilio Harsa desaparece de los relatos antiguos, sólo su proyecto continúa siendo mencionado. Su principio es, en efecto, retomado cada año, entre 462 y 454 a. C. a través de nuevos proyectos de ley que proponen los tribunos. Finalmente, después de más de diez años de luchas, los tribunos de la plebe, reelegidos año tras año, obtienen un compromiso: abandonan su proyecto de Lex Terentilia, y se crea una comisión con orden de copiar las célebres leyes de Solón, y de conocer las instituciones de los restantes estados de Grecia, de sus costumbres y sus derechos.